# انحطاط مخرج المثانة (مرض)
انحطاط مخرج المثانة هو عملية ضمور تدريجي في الهياكل البعيدة للمثانة في الجهاز البولي. يحدث جنبًا إلى جنب مع ضمور في الجهاز التناسلي عند الإناث. يعتبر أحد العوامل المساهمة في حدوث اضطرابات مثل سلس البول الإجهادي.
يرتبط بشكل شائع بانخفاض ضغط مقاومة مجرى البول.